# Minyobates steyermarki
Minyobates steyermarki es una especie de anfibio anuro de la familia Dendrobatidae, la única de su género.
Es endémica del estado de Estado Amazonas (Venezuela), en altitudes entre 600 y 1200 m.
Está amenazada de extinción por la destrucción de su hábitat natural.